# Spešov
Spešov är en ort i Tjeckien.   Den ligger i regionen Södra Mähren, i den östra delen av landet, 180 km öster om huvudstaden Prag. Spešov ligger 287 meter över havet och antalet invånare är 565.
Terrängen runt Spešov är kuperad åt sydost, men åt nordväst är den platt. Spešov ligger nere i en dal.Runt Spešov är det tätbefolkat, med 427 invånare per kvadratkilometer. Närmaste större samhälle är Blansko, 3,7 km söder om Spešov. I omgivningarna runt Spešov växer i huvudsak blandskog.